# Koșniceari, Tărgoviște
Koșniceari (în bulgară Кошничари) este un sat în comuna Tărgoviște, regiunea Tărgoviște,  Bulgaria. 

## Demografie
Componența etnică a satului Koșniceari
     Turci (20,27%)
     Bulgari (77,02%)
     Nicio identificare (2,7%)
     Altele (0%)
La recensământul din 2011, populația satului Koșniceari era de 74 locuitori. Din punct de vedere etnic, majoritatea locuitorilor (77,02%) erau bulgari, cu o minoritate de turci (20,27%). Pentru 2,7% din locuitori nu este cunoscută apartenența etnică.